# Pharaphodius schatzmayri
Pharaphodius schatzmayri är en skalbaggsart som beskrevs av Vladimir Balthasar 1939. Pharaphodius schatzmayri ingår i släktet Pharaphodius och familjen Aphodiidae. Inga underarter finns listade i Catalogue of Life.